# BMW xDrive
BMW xDrive — это маркетинговое название системы полного привода, устанавливаемой на различные модели BMW с 2003 года. Система использует дифференциал с электронным приводом от блока сцепления для изменения крутящего момента между передней и задней осями. Модели с системой векторизации крутящего момента DPC также оснащены планетарной передачей для перегрузки оси или заднего колеса по мере необходимости.
До появления xDrive, начиная с 1985 года, полный привод был доступен на нескольких моделях, основанных на системе полного привода, использующей вязкостные муфты.

### Начало
Первыми BMW, доступными с полным приводом, были модели 1985—1992 E30 325iX и 1991—1996 E34 525iX 1985—1992 годов выпуска. В этих автомобилях используются центральный и задний дифференциалы с вязкостными муфтами для изменения распределения крутящего момента между колесами. Межосевой дифференциал по умолчанию разделяет крутящий момент спереди и сзади на 37: 63 из-за планетарной передачи. До 80 % крутящего момента может быть передано на ось отключения, используя увеличивающееся усилие сдвига силиконовой жидкости в вязкостной муфте (из-за пластин с прорезями / канавками внутри узла), поскольку проскальзывание колес приводит к тому, что одна ось вращается быстрее другой. Тот же принцип применим к заднему дифференциалу, изменяя распределение крутящего момента между задними колесами. Передний дифференциал не имеет функции блокировки. Полный привод был снят с производства, когда E30 3-й серии и E34 5-й серии были заменены на E36 и E39 соответственно.
Полный привод был вновь введен в 2001 году для внедорожников X5 и E46 3 серии 325xi, 330xi и 330xd седанов / универсалов. Система аналогична более ранней версии, за исключением отсутствия вязкостных муфт. Вместо этого система электронного контроля устойчивости (DSC) притормаживает колеса, которые буксуют, помогая передавать мощность на колеса с помощью тяги.

### Дизайн
В отличие от своего предшественника, система xDrive использует дифференциал с блоком сцепления с электронным приводом, который включается для передачи крутящего момента на переднюю ось. В случае моделей с X3 по X6 2018 года распределение крутящего момента по умолчанию составляет 40: 60, и система способна передавать 100 % крутящего момента на любую ось. Однако полная передача крутящего момента на переднюю ось может быть достигнута только в том случае, если задние колеса абсолютно не имеют сцепления с дорогой, поскольку задний приводной вал жестко связан с выходной мощностью коробки передач ,. Мокрое сцепление приводится в действие с помощью высокоскоростного электрического серводвигателя, вращающего кулачковый диск привода. В большинстве автомобилей система использует открытые дифференциалы спереди и сзади, полагаясь на тормоза (управляемые электронной системой контроля устойчивости) для передачи крутящего момента от буксующего колеса на каждой оси.
На BMW, основанных на переднеприводной платформе с поперечным расположением двигателя, такой как BMW X1 (F48), BMW 1 серии (F40) и BMW 2 серии Active Tourer, используется другая система. В этих моделях используется система Haldex, которая по умолчанию передает 100 % крутящего момента на передние колеса, передавая крутящий момент на задние колеса только при пробуксовке передних колес.

### Dynamic Performance Control
Обновленная версия xDrive с векторизацией крутящего момента, называемая «Dynamic Performance Control» (DPC), была представлена на BMW X6 2008 года выпуска и с тех пор стала доступна на других автомобилях, включая BMW X5 M. Согласно большинству систем векторизации крутящего момента, основной функцией является повышение маневренности в поворотах. Система DPC также используется электронным контролем устойчивости (DSC) для коррекции недостаточной / избыточной поворачиваемости, при этом один из рецензентов отметил, что она обеспечивает более плавные результаты и позволяет избежать временной потери мощности, связанной с традиционным методом использования отдельных колесных тормозов в таких ситуациях.
Система DPC может распределять крутящий момент между передней и задней осями, а также между двумя колесами на задней оси. Система использует блок сцепления и планетарную передачу внутри дифференциала для перегрузки колеса или оси по мере необходимости.

### Дополнительно
Первые модели xDrive (в отличие от более ранней системы полного привода) были выпущены в 2003 году. Они состояли из недавно выпущенного BMW X3 (E83), обновленного BMW X5 (E53). В последующие годы доступность xDrive увеличилась во всем модельном ряду, и в настоящее время он доступен на большинстве моделей.
Первыми моделями BMW M, использующими xDrive, были модели 2009 года E70 X5M и E71 X6M. Первой моделью BMW M, не являющейся внедорожником, которая не была заднеприводной, стала модель 2017 года F90 M5, которая была доступна только с xDrive.
В Канаде 50 процентов BMW, проданных в 2005 году, были оснащены xDrive. С 2010 года BMW Canada перестала предлагать заднеприводные версии моделей, которые были доступны с xDrive, например, единственной версией BMW 6 серии (F12) 650i, доступной без xDrive в 2012 году, была версия с откидным верхом.